# California Proposition 64 (2016)
Die California Proposition 64 (auch bekannt als Adult Use of Marijuana Act, offiziell „Control, Regulate and Tax Adult Use of Marijuana Act“) war ein 2016 in Kalifornien zur Abstimmung stehender Volksentscheid zur allgemeinen Legalisierung von Cannabis als Rauschmittel. Mit dieser Legalisierung von Cannabis auch für den Konsum als Genussmittel ging das Gesetzesvorhaben noch einen Schritt weiter als die 1996 verabschiedete California Proposition 215, die den Cannabiskonsum für medizinische Zwecke in Kalifornien straffrei gestellt hatte. Der Volksentscheid wurde mit 57 % der Stimmen angenommen und der Adult Use of Marijuana Act am 9. November 2016 als Gesetz verabschiedet.
Unterstützt wurde die Initiative unter anderem von der Redaktion der Los Angeles Times, die noch im Jahr 2010 ein ähnliches Gesetzesvorhaben unter dem Titel California Proposition 19 abgelehnt hatte. In ihrer Begründung wies die Zeitungsredaktion auf den Umstand hin, dass inzwischen insgesamt vier US-Bundesstaaten Cannabis als Rauschmittel legalisiert hätten und sich die Einstellung der Bürger gegenüber einer Strafverfolgung des Konsums von Cannabis zu Genusszwecken seither grundlegend geändert habe. Zu den prominenten Unterstützern der Proposition 64 gehörten die Politiker Bernie Sanders, sowie Gary E. Johnson, der Präsidentschaftskandidat der Libertarian Party im Wahljahr 2016.

Wahlergebnisse in den Counties Kaliforniens (blau: dafür; olivgrün: dagegen)

| Ergebnis                              | Stimmen    | %      |
| ------------------------------------- | ---------- | ------ |
| Ja                                    | 7.979.041  | 57.13  |
| Nein                                  | 5.987.020  | 42.87  |
| Ungültige Stimmen                     | 644.448    | 4.41   |
| Abgegebene Stimmen                    | 14.610.509 | 100.00 |
| Stimmberechtigte                      | 19,411,771 | 75.27  |
| Quelle: California Secretary of State |            |        |